# さかもと未明
さかもと 未明（さかもと みめい、1965年〈昭和40年〉10月21日 - ）は、日本のアーティスト、画家、漫画家、歌手、作家。「株式会社MIMEIDIA」代表取締役社長。
本名は武田 明美（たけだ あけみ）。旧姓、安西（あんざい）。神奈川県横浜市出身。神奈川県立厚木高等学校を経て、玉川大学文学部英文学科卒業。夫は横浜市にある最先端ガン治療センター南クリニック院長の武田茂。

## 概要
神奈川県横浜市生まれ。玉川大学文学部英文科卒業後、商社勤務、主婦を経て、1989年（平成元年）漫画家デビュー。その後、エッセイ、ルポルタージュ、小説、評論の執筆、テレビのコメンテーターなど活躍の場を広げる。
2006年（平成18年）に膠原病を発症。難病認定をきっかけに、「体が動かなくなってもできる表現を」と歌手活動を開始。2009年（平成21年）「人生~いのち~」(ランブリング・レコード）で歌手デビューを果たした。
2011年（平成23年）、2012年（平成24年）は、将棋の名人戦開幕戦公式ナビゲーターを務める。2013年（平成25年）は着物デザイナーとして花嫁衣裳を発表。
一時期は死を覚悟するが絵を志し、2017年（平成29年）名門・吉井画廊で本格的画家デビュー。2018年（平成30年）3月には、バチカンの聖マリア・マッジョーレでロッシーニ・オーケストラと共演。同年、乃木会館の広告で写真家デビューを果たした。現在も多彩な表現者として各ジャンルの枠を飛び越える活動を行う。
著書に『マンガローマ帝国の歴史』(全三巻、講談社)、『神様は、いじわる』(文春新書)、『まさか発達障害だったなんて』(PHP新書)、『わたしの居場所はここにある』（海竜社）など多数。多彩な自己表現の傍ら、自らが指揮をとるクリエイター集団「株式会社MIMEIDIA」の代表取締役社長として、愛と美を具現化する新たなメディアとアートの可能性を追求し続けている。

## 受賞歴／絵画展示会
- 2015年（平成27年）　上野　東京都美術館　ベラドンナ・アート展展
- 2016年（平成28年）　日本橋・不忍画廊で「現代女流三人展」
- 2016年（平成28年）　上野、東京都美術館　ベラドンナ・アート展で特別賞
- 2017年（平成29年）　吉井画廊　初個展「祈り」[3]
- 2019年（令和元年）　ホテル椿山荘東京　アートギャラリーで個展　「L’esprit de Paris」
- 2020年（令和2年）　第21回日本・フランス現代美術世界展 ~サロン・ドートンヌ特別協賛~に「Montmartre」で入選[4]
- 2021年（令和3年）
  - 10月　第53回スペイン美術賞展　推薦展示[5]
  - 10月　サロン・ドートンヌに「Bateau L’avoir」で入選[3]
  - 11月　ESPAS SORBONNE 4(PARIS)で個展　「Le paris rêvé d’une japonaise」[5]
- 2022年（令和4年）
  - 2月　第35回　バリ国際サロン　個展部門に出展
  - サロン・ドートンヌに「Lapin Agile」で入選[6]
  - 33回日本・フランス現代美術世界展　エスパス・ブリュヴェ部門出展

## 人物・経歴

### 子供時代
絡み合った発達障害を抱えながら、それが「甘え」だとして両親に理解されず、幼少期より苦しみ続けた。加えて、普段は温和な父親が酒を帯びると一変し、母親に激しい暴力をふるい、家財を壊していった。怒号や悲鳴が響き、物の壊れる音が飛び交う中、さかもとは妹たちとその都度家の隅に固まって、胃が縮み上がる思いをしながら嵐が過ぎ去るのを待つ恐怖感を味わい続ける。やがて、自分が父や母を殺してしまう夢を何度も見るようになった。
厚木市内に引っ越してきた9歳のころより、試験では百点ばかり取る半面、運動がまるで苦手で「変わった子」とからかわれ、いつもクラスメイトに泣かされいじめにおびえる毎日、ひとりぼっちでコンパスや定規を用いて幾何学模様を描いたり、藤城清治の絵本を読んだりして過ごす。産経新聞に連載されていた手塚治虫の『海のトリトン』や『きりひと讃歌』に触れ、また学級文庫の漫画や、児童館の図書室にて大人向けの内外の名作小説を次々に読み、「漫画家になりたい」「ものを書く人間になりたい」と意識するようになった。学年が進むにつれていじめの被害は軽減し、友人も得るようになった。中学時代は保健室で寝ている日が多かったものの、体育を除いて学年で一、二を争う優秀な成績を収める。3年生の折に集英社の別冊マーガレットに漫画を応募し、入賞を果たした。
神奈川県立厚木高等学校に入学後、美術部の入部を希望したが、出費がかさむと母親に猛反対される。「わたしの夢は、母の負担になること」と意識するこのころ、中学時代からの親友が不慮の事故死を遂げる。やがて何事にも無気力になり、常に倦怠感に包まれるようになった。頭痛や腹痛に悩まされ、布団から起き上がれず、夜も眠れずリストカットを繰り返すようになったほか、体重が40キロを切るほどの摂食障害になり、しばしば朝礼や授業中に倒れ、不登校にもなっていた。毎週のように母親に病院へ連れていかれるも脳や胃腸に何の疾患も見つからず、精神科に回されることになったが、母親からは「うつ病なんてただの甘え」、「みっともない」と取り合ってもらえなかった。その後、学校からの要請も入り、隔週程度での投薬とカウンセリングで精神科への通院を開始。カウンセラーとの面談を通じて心の隙間を埋めていったものの、その辛さをまったく理解しようとしない母親への嫌悪感は募るばかりだった。
高校ではほとんど授業を受けず惨憺たる成績だったが、推薦入試で玉川大学文学部英文学科に入学。ふんわりとした柔らかな学風が合い、夢中で勉強し、休みには家を出るための資金作りとしてアルバイトで働き詰め、卒業までに250万円を貯めこんだ。そして、母親に急き立てられるままに就職と下宿先を決めた。しかし、引っ越しを前に「就職するより漫画を描いていたい」と後悔し始める。その胸の内を両親に打ち明けたところ烈火のごとく怒られて、翌日には母親から家中のさかもとの荷物を外に放り出された。海上自衛官だった中学時代の同窓生に連絡して荷物を下宿先に運んでもらい、この日限りで実家を出ることを決意した。

### 漫画家デビュー
玉川大学卒業後の1988年（昭和63年）、アパレル商社のOLとなったものの、不安や神経症状にさいなまれて業務を遂行することができず、2度の退職勧告を受けて入社3か月後に自主退職。退職してほどなく「漫画を応援したい」と言ってくれた件の同窓生と結婚した。日中は主婦業の傍ら義父の営む設計事務所の事務仕事を手伝い、夕方から夫の帰宅する午後10時過ぎまで投稿漫画を描き続けた。あいにく仕事には結びつかず、レディースコミック誌の編集者に電話をして3回限りで使ってもらうこととなった。1989年（平成元年）、日本文芸社『ノワール』に官能漫画『セカンドフライト』を発表し、漫画家としてデビューする。描き手がいくらでも求められたバブル時代において、またたく間に人気を博した。いきおい義父の手伝いはできなくなり、夜通し漫画を描き続ける毎日となった。夫はさかもとの描く官能漫画に困惑し、子供がほしいと希望。学童期や思春期の辛い記憶から「子供を産むことが善だと納得できなかった」さかもとは漫画を描き続ける道を選び、これがために2年で離婚することとなった。
離婚後、単身で小金井市内に住まいを移し、大量のコーヒーと煙草を手に、夕方前から朝まで原稿を描く生活を続けた。多忙を極めたが仕事が舞い込み、この時期はほとんど精神科を受診することはなかった。ごくたまに、近所のレストランでジャズの生演奏をしていたギタリスト光井靖から、ギターのレッスンを受けるのが息抜きのひととき。結婚を意識するような出会いに恵まれるも、交際自体を負担に感じてしまい、相手の気持ちに沿うことができず、恋愛を実らせることはできなかった。「（わたしには）誰かを好きになる資格なんかない」と、次々に仕事を埋めていく毎日を過ごした。

### 活躍の場の拡大
「官能」出身と色をつけて見られることに反発し、漫画執筆の傍ら2000年（平成12年）に新潮社から『突撃!自衛隊』を上梓。同年、文芸雑誌 『文學界』（文藝春秋）にも処女作『花悩』を発表して作家デビューするなど、硬派な仕事を好んで受けるようになった。この時期に『新潮45』に体験ルポやエッセイを発表し始める。取材の過程で訪れた西村眞悟の出陣式にて、西村より北朝鮮拉致問題について取材してほしいと要望を受け、北朝鮮による拉致被害者家族連絡会の街宣活動に参加し、その場で横田滋･早紀江夫妻と面会。横田夫妻とはこのときより親交を深めている。後日、扶桑社『週刊SPA!』の編集長に、この取材を基にした拉致問題に関する漫画コラムの資料を提出し、時事批評漫画の連載話がまとまる。ここでさかもとは自身のヌード写真の口絵掲載を提案。編集長より快諾を受けて、2003年（平成15年）に『ニッポンの未明』連載を開始した。4年半にわたって続いたこの連載を通じて数々の国会議員や著名人と交流し、ニュータイプの保守論客漫画家として脚光を浴びた。
その他、和風情緒に惹かれ、向島にある料亭のお座敷係を経て、銀座のクラブでヘルプとしても働くようになる。ブログ『さかもと未明のアメーバ的告白』とサイト『さかもと未明愛の教習所』の運営も開始。女性誌の人生相談でも人気を得て、初の美容本『さかもと未明の美人革命』が10万部を越えるヒットとなる。並行して、禁煙の動機をつくろうと歌のレッスンを始め、一日60本消費していた煙草をきっぱりと止めた。
扶桑社の編集者平田静子の提案により、2005年（平成17年）10月1日から産経新聞にて時事漫画『憂ちゃんの おしえてプリーズ!』の連載を始める。同年に平田の紹介から芸能事務所サニーサイドアップに所属し、その結果2006年（平成18年）より『スッキリ!!』（日本テレビ）に、金曜日担当のレギュラーコメンテーターとして出演することとなった。4人の常駐アシスタントと数人の主婦アルバイトを雇っていたが、仕事は多忙を極め、湯船につかる時間もなく睡眠時間は5時間未満、一日のうち15時間から18時間を仕事に充てた。事務所社長次原悦子の指示を受け、長年続けてきた官能漫画の仕事を整理し、歌のレッスンも中止。また毎日の大量飲酒によりアルコール依存症を疑われるほどだったが、この機会に断酒も果たす。著名人との交流の場では和装を常としてエルメスのバッグを合わせ、上品なふるまいを意識するようになった。仕事環境の変化に伴って交流する人間は激変した一方で、プライベートにて横田夫妻や漫画家槇村さとるとの変わらぬ付き合いを楽しんだ。
2007年（平成19年）には、中断していたブログを一新して『さかもと未明の和みカフェ?』として再開し、18年ぶりに実家への帰省を果たした。講談社より神話や歴史をテーマにした書き下ろし『マンガ ローマ帝国の歴史』全3巻を刊行。制作費450万円を投じ、7年をかけたこの書籍は、海外でも翻訳出版された。また、同年初秋より講談社『MiChao!』に連載する子供向け漫画のオファーを二つ返事で受諾し、『のんのんのんちゃん』に没頭する。レディースコミックの枠を越え、子供を勇気づけるテーマで漫画を描けることに喜びを抱いた。

### 膠原病と歌
2005年半ばより、目の異常な乾きでコンタクトレンズが使用できなくなった。これを皮切りに、さまざまな疾患を意識するようになる。2006年には何日も40度を超える高熱が続いたが、原因はつかめなかった。疲労感を覚え、脱毛症や発疹、手足の冷えに悩まされて自宅の掃除もままならず、大量の着物も脱ぎっぱなしでさながらごみ屋敷同然になる。睡眠薬を手放せなくなり、戸締りを執拗に確認せずにはいられなくなる強迫神経症にも悩まされ、徐々に仕事に支障をきたすようになった。『マンガ ローマ帝国の歴史』刊行後には三枝成彰らに誘われ海外旅行に出かけるも、青い海を見るにつけ倦怠感に襲われ、激しい吐き気や頭痛に悩まされて、一人ホテルで休養せざるを得なくなった。
2007年11月、ひどい疲労感とともに両手指が腫れて痛み、指先に暗褐色の出血点が見つかる。意を決し山王病院を経由して東京大学医学部付属病院にて検査を受けた結果、膠原病（全身性エリテマトーデス、全身性強皮症、シェーグレン症候群）と診断され、手が動かなくなる可能性が高いことと、日常生活におけるさまざまな注意事項を告げられる。その数日後、自宅に両親を呼んで診察結果を説明しながら、自らの心の鎮静に努めた。複数の病院を受診して治療に関する情報を収集し、知己である日野原重明からの手紙も受けたうえで、最終的に東大病院への通院治療を決める。
所属事務所はさかもとの病気に理解を示し、契約を維持しつつ各種検査をスムーズに受けられるように取り計らった。両親やアシスタントたちの支えを得て仕事は続け、特定疾患医療費助成制度の認定も受けた。しかし、その後も症状や体調の悪化は進み、あまりの痛みに字を書きづらくなり、仕事以外では誰にも会わず、原稿に臨む時間を除けば自宅就寝、通院に限られる生活となり、空を見上げては涙がこぼれて止まらなくなった。
仕事の柱であった『ニッポンの未明』『憂ちゃんの おしえてプリーズ!』の連載終了が相次いで決まる。論壇系の仕事依頼も途絶え、ひたすらに病気の回復を願いながらも「人間関係も仕事の仕方も切り替えて、新しく生き直さなければいけない」と決意、自分と向き合いながら、相手に共感の言葉を与えられる存在になりたいと思い至る。
まず、槇村さとるを訪れ、病状説明とともに漫画家の続行意志と歌の勉強再開の意欲を話し、集英社の雑誌への漫画掲載の助力を得る。翌日に光井靖のもとへ行き、ジャズボーカルをやりたい旨を懇願。光井はさかもとに合いそうな曲を作曲してはその楽譜をさかもとの自宅まで持参し、光井の伴奏で歌ってみるレッスンを始めることとなった。その後、光井の提案から門下の女性ジャズバンド鳥尾さんを紹介され、毎週のように彼女たちが出演するライブハウスで飛び入りで歌わせてもらったり、レッスンを受けたりした。さかもとがライブハウスで歌う際には、帽子にハイウエスト切り替えのワンピースを着用し、キャンディーのように甘い声で歌いたいとの思いを込めて、自身を「チェルシー」と名乗る。そこで玉川大学の後輩であるピアニスト遠藤征志とも合流し、シンガーとしての活動の幅を広げてゆく。彼らとの交流を経て、「歌うことが生きるための杖になる」と意識するようになった。
槇村さとるから紹介された集英社の編集者との打ち合わせにて、将棋をテーマにした漫画を模索。日刊スポーツ主催の女流王将戦観戦記を描く仕事を得て、2008年（平成20年）1月に日本将棋連盟へ棋士島朗、森下卓を訪ね、棋士生活について取材した。2回目のインタビューの席でさかもとの病状を窺い知った島より将棋の習得を勧められ、島の十数回に及ぶ指導の下で将棋を指すようになる。同年8月より小規模事務所に円満移籍した。
不況風の吹く2009年（平成21年）秋、講談社は採算の取れない『MiChao!』の閉鎖と全作品の連載中止を決定。これに伴い、この時点で唯一残っていた連載『のんのんのんちゃん』を失うことになった。やむなくアシスタントに頭を下げて解散を通告し、彼女たちの理解を得た。これ以降、シンガー「チェルシー」としてのライブ活動を加速させる。『シェルブールの雨傘』の曲に乗せて横田めぐみへの思いを音楽に託して歌ったりもした。また、新しい事務所社長のつてでジャズピアニストクリヤ・マコトに会い、自身の病気や歌への思いを伝えたところ、髙階恵美子作詞作曲の『人生（いのち）』をCD化するにあたり、さかもとに歌ってほしいとの連絡を得る。高階と面会したうえで、「本当にお願いをすれば叶うのよと、今苦しんでいるいろんな人に伝えたかった」さかもとの希望に沿って『星に願いを』を加え、クリヤ・マコト・トリオとともにCDを制作した。

### 現夫との出会い
2009年10月、銀座のクラブでホステスのアルバイトをしていた折に、ママと共に男性客の接待をした。そのうちの一人、横浜市内の開業医がさかもとの膠原病の病状に気づき、これをきっかけに病気に苦しむさかもとを助けようと、私財を投じて一方的に援助を行うようになった。この開業医には妻子がおり、開業医はさかもとに妻の了解のもとで支援している旨を話していたが、実際には秘密にしていた。さらに彼の提案を受け、2010年（平成22年）5月に、さかもとはクリヤや鳥越啓介と彼の営む病院でチャリティーコンサートを行う。それが妻の知るところとなり、夫がさかもとと不倫をしているものと思い込んで、さかもとを相手に1,100万円の慰謝料を求めて東京地裁に提訴した。ストレスを感じたさかもとは、夏から再び煙草に手を出すようになった。開業医は週刊ポストの取材に対して、不倫関係を否定しつつ「（さかもとへの思いは）信仰に近い。私としては“未明観音”として崇めたいほどです」と語ったという。提訴から7か月後の12月に、開業医夫妻の離婚が成立するとともに、さかもとへの訴訟は取り下げられることとなった。
たまたま精神科医星野仁彦の著した『発達障害に気づかない大人たち』の新聞広告を目にしたさかもとは、そこに記されていた特徴が自らのものと酷似していたため、9月に取材目的で雑誌編集者と星ヶ丘病院に勤務する星野のもとへ訪問。そこで自らの半生を話し、ADHD、ACが複雑に絡み合った症状を抱えていると星野より診断を受け、食事療法（星野式ゲルソン療法）を勧められるとともに、治療のために新幹線で通院することとなった。
2012年（平成24年）1月に、件の開業医と再婚。
2010～2015年はほとんどの活動を休止。漫画家でありながら手が動かなくなったため、歌手活動を開始したが、やがて声も出にくくなる。歩行や着替えも困難になり、折り合いの悪かった両親に助けを求めるが拒否される。その時助けてくれた横田滋・早紀江夫妻の媒酌で、2013年（平成25年）6月に、現夫の武田茂と靖国神社で挙式。戸籍上は武田明美となる。披露宴をホテル椿山荘東京で催行。横田夫妻が媒酌人を、南美希子が司会を務めた。同日、日本将棋連盟より二段の免状を授与される。さかもとが「兄ちゃん」と呼ぶ「私を起こしてくれて、着替えさせてくれる。靴下や下着もはかせてくれる」現夫の献身的な支えを得て、結婚後も変わらず療養を続ける。病状は一進一退だったが、夫の献身的な介護と協力を得て、レコード制作は進められ、2012年に『La Magie de l’amour』(JAZZ JAPAN)、2013年に『Blue Legend ~青い伝説』(JAZZ JAPAN)をリリース。
2012年『Voice』12月号にて、『再生JALの心意気』と題されたコラムを発表。11月に、聴覚過敏を抱えるさかもとが飛行機の機内で泣き叫ぶ赤ちゃんにパニックを起こし、母親に対して赤ちゃんがもう少し大きくなるまで飛行機には乗せるべきではないと告げたうえで、「もうやだ、降りる、飛び降りる!」と着陸準備中の機内を出口に向かって走り始めたことを記している。さかもとは陸に降りても激しくクレームをし続けたとのこと。さかもとによる母子への対応、機内での行動が話題となった。この件を星野のもとへ受診した折にまくしたてて、コンサータ服用の副作用として発症した双極性障害との診断を受けた。
身体障害者手帳2級の認定を受けるほどに全身の筋肉が硬直し、入退院を繰り返すことで精神状態も悪化。何度となく希死念慮に襲われてきたさかもとだが、発達障害に理解を示し、全面的にサポートしてくれる夫との療養生活を通じて、チャリティー活動を進める決意を固めた。生涯の仕事として改めて絵画を選択。ジャン・コクトーのシンプルな作品群に惹かれて版画に取り組み、個展を開催するほか、コンサートを企画したり、定期的に自らボーカルを担うライブを開催したりするなど活動の幅を広げている。
2013年に自信のYouTubeチャンネル『さかもと未明オフィシャル動画サイト』を開設。

### 北朝鮮日本人拉致問題の取り組み
闘病中に助けてもらい、親しくなった横田滋・早紀江夫妻に恩返しをしたいと考え、2013年に「青い伝説」(作詞：さかもと未明／作曲：遠藤征志)というタイトルの楽曲を贈る。次第に手が動くようになり、自らの手で版画制作に勤しみ拉致問題の解決を訴えようと試みた。2017年（平成29年）吉井画廊（ピカソやマチスを紹介したフランスにゆかり深い画廊）で初の個展。拉致被害者家族の横田滋・早紀江夫妻の肖像を中心にした版画を展示販売することで、売り上げの一部を拉致被害者家族会に寄付する。同年、歌手活動を再開。サントリー・ホールのブルーローズで、拉致被害者の帰国と、震被災地の復興を祈り、コンサート。「3.11塾」（3.11東日本大震災で親を失った子供たちの養育費を援助する団体）と、拉致被害者の「家族会」に大半の売り上げを寄付した。2018年（平成30年）拉致被害者の帰国を祈り、イタリア・ローマにあるカトリック教会の聖堂「サンタ・マリア・マッジョーレ大聖堂」で「青い伝説」を歌唱する。2019年（令和元年）ホテル椿山荘で二回目の個展を実施。
写真家として、乃木会館の花嫁写真を担当、看板とパンフレットに作品採用。2019年（令和元年）に来日したローマ法王の写真撮影を講談社のOfficial Cameramanとして担当する。その他に記事多数を執筆。カトリック教会公認「ローマ法王の言葉」(講談社)に写真、あとがき、編纂で協力した。

### 海外進出
2020年（令和2年）横田滋氏の訃報を受け、悲しみを忘れたいと制作中のCD音源、PV制作に熱中。10月には紀伊國屋サザンシアター TAKASHIMAYAでコンサート。また、ミシェル・ルグランの息子、Benjamin LegrandとのDuet映像をバリで制作、披露した。同年、3枚目のCD「MOULIN ROUGE」(MIMEIDIA)、小説つきフォトブック「Histoires d’amours」(MIMEIDIA)を発売。
夏の国立新美術館で開催されたサロン・ドートンヌ後援・日仏世界美術展で”Montmartre”が入選。2021年（令和3年）バリのモンマルトルの老舗キャバレー「Au Lapin Agile」を3年かけて取材。その歴史の記事を、芸術新潮(新潮社)で6か月連載。同年”Bateau l’avoir’で、サロン・ドトーヌ初入選。スペイン・世界美術展にて「Montmartre」が推薦出品。11月よりパリのESPACE SOEBONNE4で個展を実施。同年、さかもと未明と遠藤征志の母校、玉川学園の支援を得て、2人のコンサートと、さかもと未明の講演会が開催。2022年（令和4年）サロン・ドトーヌにて2年連続入選を果たす。現在、病状は現在安定しており、制限がある中の活動だが、その分真剣にアート活動に向き合っている。

## ペンネームの由来
前夫の姓である「坂本」を用い、本名の「明美」を逆さにして小川未明の名を当てたものを組み合わせて「さかもと未明」とした。

## 著書
※国立国会図書館サーチ「さかもと未明」から
- 『カメラマン亜理沙美少女狩り さかもと未明作品集』蒼馬社 1996 のち双葉文庫　ISBN 4916124170
- 『ゆるゆる 未明お姉さまのおきらく愛の相談室』マガジンハウス 1997　ISBN 4838708262
- 『だって幸せになりたいんだもん なめっきり人生マニュアル』朝日ソノラマ 1998　ISBN 978-4257035367
- 『マンガ ギリシア神話、神々と人間たち 』（監修：小堀馨子）講談社 1998 のち+α文庫　ISBN 4062690020
- 『上級ラブテクニック大全』宝島社 1999  ISBN 4796614699
- 『女流マンガ家が教える 女が歓ぶABC―レディコミにみる女のエッチ、男のエッチ』日本文芸社 1999　ISBN 	4537027088
- 『マンガ ユング「心の深層」の構造―全生涯とその分析心理学』渡辺学監修 講談社 1999　ISBN 406269056X
- 『世にも美しいHライフ』三一書房 1999　ISBN 4380992284
- 『突撃!自衛隊』新潮社 2000　ISBN 410441901X
- 『アホかもしれない日本人』永井明ほか共著 廣済堂 2001　ISBN 4331507548
- 『ふたりのH講座-「はじめて」から「ちょっと上級」まで』三笠書房 2002 のち王様文庫　ISBN 483791991X
- 『恋する虎の巻 未明観音のごたくせん』有楽出版社 2003 のち幻冬舎文庫　ISBN 4408591912
- 『ニッポンの未明』1 扶桑社 2003-10　ISBN 4594042260
- 『ニッポンの未明』2 扶桑社 2004-06　ISBN 4594046789
- 『未明日記』碧天舎 2003　ISBN 4883461912
- 『愛の絶頂相談室』セントラル出版 2004  ISBN 4765612236
- 『お別れ作法 モメる男、好かれる男の境界線』扶桑社 2004　ISBN 4594046878
- 『Hテク向上委員会 : Hで幸せになりたいあなたへ』さかもと未明ほか 宙出版 2004-01　ISBN 4776712024
- 『世にも美しいHライフ』扶桑社 2004-12　ISBN 4594048196
- 『綺麗が勝ち!しあわせになる美人道』2005 講談社+α文庫　ISBN 4062569604
- 『さかもと未明が教える女のキモチ レディコミにみる女のエッチ・男のエッチ』日本文芸社 2005　ISBN 4537253223
- 『さかもと未明の美人革命 ほしい"綺麗"は、こうして手に入れる!』大和出版 2005　ISBN 480470339X
- 『いつか、素敵な蝶々に。』グラフ社 2006  ISBN 4766209893
- 『マンガ ローマ帝国の歴史』1巻（監修：小堀馨子）講談社 2007-03 のち+α文庫　ISBN 9784062139038
- 『マンガ ローマ帝国の歴史』2巻（監修：小堀馨子）講談社 2007-04 のち+α文庫　ISBN 	9784062139809
- 『マンガ ローマ帝国の歴史』3巻（監修：小堀馨子）講談社 2007-05 のち+α文庫　ISBN 9784062140454
- 『憂ちゃんのおしえてプリ～ズ! 教育編』産經新聞編集局共著 扶桑社 2007　ISBN 9784902970906
- 『他力本願美容道 ほんとうは誰にも教えたくない!』生活文化出版 2007　ISBN 9784903755038
- 『殿方、しっかりなさいませ!』PHP研究所 2007　ISBN 9784569693019
- 『右寄りですが、何か。 明快!ニッポンの論点』ワック 2007　ISBN 9784898311103
- 『Harvey and Etsuko's Manga Guide to Japan』チャールズ・ダンジガー共著 ジャパニメ 2007　ISBN 978-4921205171
- 『未明日記ハイパー』芳文社 2008　ISBN 978-4832266544
- 『明日、面接に行ける本』ポプラ社 2009  ISBN 9784591109274
- 『さかもと未明の「貯まる!」生活術』三笠書房 2009　ISBN 9784837923114
- 『神様は、いじわる』文春新書 2009　ISBN 9784166607259
- 『女性解放区 ハッピーに生きなきゃ意味がない!』杉本彩、倉田真由美共著 PHP研究所 2009　ISBN 9784569771731
- 『「トクする離婚」で幸せをつかむ』主婦と生活社 2009　ISBN 9784391138351
- 『どん底力！ 失意の底から這い上がるための29の方法。』マガジンハウス 2010　ISBN 9784838720606
- 『未明のハリウッド』ジャパニメ 2010　ISBN 	9784921205324
- 『女子のお値段』小学館 2012　ISBN 	9784093878494
- 『SHOW CASE』 MIMEIDIA 2013　ISBN 978-4907213008
- 『まさか発達障害だったなんて 「困った人」と呼ばれつづけて』星野仁彦共著 PHP新書 2014　ISBN 9784569809489
- 『わたしの居場所はここにある : 人生の大切さに気づく46のヒント』海竜社 2014-12　ISBN 9784759313734
- 『奥さまは発達障害』星野仁彦監修 講談社 2016　ISBN 9784062201506
- 『ローマ法王の言葉」さかもと未明（あとがき執筆）講談社 2018　ISBN 978-4065179895
- 『Histoires d’amours~愛の物語/さかもと未明小説付き写真集』MIMEIDIA 2020-10　ISBN 978-4907213015

### 絵本
- 『牛さんも錦鯉さんも元気でよかったね : 新潟県中越大震災・大切な命を救おう大作戦』さかもと未明（絵） 東京都遊技業協同組合 2005-07
- 『魔法使いヤコママ : 読み聞かせえほん』さかもと未明（絵） 講談社 2005-11　ISBN	4062132249
- 『ももちゃん気をつけてね : 小学校からの帰り道』さかもと未明（絵） 東京都遊技業協同組合 2006-06
- 『かん太君いじめはやめようね』さかもと未明（絵） 東京都遊技業協同組合 2007-07
- 『のんのんのんちゃん①』さかもと未明（絵・文） 講談社kids宝箱 まんがエネルギー 2008　ISBN 9784063796032
- 『のんのんのんちゃん 金魚ちゃんをたすけるですぅ!』さかもと未明（絵・文） 講談社kids宝箱 まんがエネルギー 2008　ISBN 9784063796049
- 『「もったいない」はすてきなことば』さかもと未明（絵） 東京都遊技業協同組合 2009-07

## ディスコグラフィー
アルバム
- 『人生』（2009年10月14日、ランブリング・レコーズ）[172]
- 『ラ・マジ・ドゥ・ラムール』（2012年9月12日、スペースシャワーネットワーク）[172]
- 『青い伝説』（2013年6月5日、スペースシャワーネットワーク）[172]
- 『Messages』（2017年、MIMEIDIA）[172]
- 『Moulin Rouge』（2020年、MIMEIDIA）[172][173]

## 出演番組
※テレビ番組出演サイト「さかもと未明」とORICON NEWS「さかもと未明のTV出演情報」から
NHK総合
- 『新・クイズ日本人の質問』
- 『クイズ 大人の小学校』

日本テレビ
- 『スッキリ!!』 - レギュラー≪金曜コメンテーター≫（ - 2010年10月29日）
- 『女神のマルシェ』（買物大スキ!女神の市場）- レギュラー
- 連続ドラマ『演歌の女王』 - 第1話ゲスト出演
- 『踊る!さんま御殿!!』
- 『新型学問 はまる!ツボ学』
- 『世界一受けたい授業』
- 『メレンゲの気持ち』
- 『アンガールズの「先端研」』
- 『フジリコ』
- 『狸穴東京』
- 『アフリカのツメ』
- 『解決!ナイナイアンサー』
- 『新型学問 はまる!ツボ学』
- 『おとなの学力検定スペシャル小学校教科書クイズ!』
- 『サタデーバリューフィーバー「9極のモテ知識 ハツミミ!」』
- 『ビートたけしの今まで見たことないテレビ』
- 『壮絶バトル!花の芸能界』
- 『マルチなあいつ!』
- 『花のOLこれで委員会』
- 『これニッテるバトル!!』

TBSテレビ
- 『白熱ライブ ビビット』
- 『爆報! THE フライデー』
- 『オールスター感謝祭』
- 『テイクミーアウト』
- 『サンデージャポン』
- 『世界バリバリ★バリュー』
- 『新すぃ日本語』
- 『テイクミーアウト～TAKE ME OUT 日本初上陸スペシャル』
- 『オールスター感謝祭’09 超豪華!クイズ決定版』
- 『深夜の星「男子禁制!シングルトンズ・クラブ」』

フジテレビ
- 『こたえてちょーだい!』 - レギュラー
- 『ザ・ベストハウス123』
- 『炎上ロワイヤル～ネットで騒ぐなテレビで吠えろ!～』
- 『2008年度上期検定』
- 『爆笑問題の死ぬかと思った』

テレビ朝日
- 『ビートたけしのTVタックル』 - 準レギュラー
- 『クイズプレゼンバラエティー Qさま!!』 - 準レギュラー
- 『最終警告!たけしの本当は怖い家庭の医学』
- 『ワイド!スクランブル』
- 『スーパーモーニング』

テレビ東京
- 『チャンピオンズ〜達人のワザが世界を救う〜』
- 『モテケン』
- 『生きるを伝える「漫画家 さかもと未明」』
- 『まるはぎ。 サウンド・オブ・サイレンス』

TOKYO MX
- 『5時に夢中!』 - レギュラー≪月曜コメンテーター≫（2005年10月 - 2008年3月）

北海道文化放送
- 『五稜の星に誘われた3人の男』

## 雑誌
※国立国会図書館サーチ「さかもと未明」から
- 『新潮45』（新潮社）
- 『波』（新潮社)
- 『文學界』（文藝春秋）
- 『婦人公論』（中央公論新社）
- 『正論』（産業経済新聞社)
- 『週刊文春』（文芸春秋）
- 『芸術新潮』（新潮社）
- 『週刊ポスト』（小学館）
- 『週刊現代』（講談社）
- 『週刊宝石』（光文社）
- 『諸君!』（文藝春秋）
- 『週刊SPA!』（扶桑社）
- 『サンデー毎日』（毎日新聞出版）
- 『週刊新潮』（新潮社）
- 『SAPIO』（小学館）
- 『週刊朝日』（朝日新聞出版）
- 『WiLL』（ワック)
- 『歴史通』（ワック・マガジンズ）

## コンサート
- 2017～2019年　銀座のBARBRAに隔月で遠藤征志のピアノで出演[174]
- 2017年　サントリーホール・ブルーローズで拉致の解決と震災復興を祈るチャリティー・コンサート「Message」を開催[175]
- 2018年　サンタ・マリア・マッジョーレ大聖堂（イタリアの4大聖堂の1つ）で「第6回バチカンから日本へ祈りの大荘厳ミサ曲」コンサートにて拉致問題の解決を祈り「青い伝説」を歌唱
- 2020年10月　紀伊国屋書店サザンシアターTAKASHIMAYAで3rdアルバム「Moulin Rouge」発売記念[176]
- 2021年10月　玉川大学のコンサートホールMarble Hallで、同大学の卒業生のピアニスト・遠藤征志とコンサート[177]
- 2022年9月　目黒ブルースアレイジャパンで、遠藤征志トリオ・山崎千裕をゲストに「Chantons Prions Aimons」[178]